# Santa Cruz da Graciosa
Pour les articles homonymes, voir Santa Cruz et Graciosa.
Santa Cruz da Graciosa est une localité de l'île de Graciosa, dans l'archipel des Açores (Portugal).
On compte quatre localités sur l'île de Graciosa, regroupées en une seule commune portant le nom de Santa Cruz da Graciosa. La population totale de la commune était de 4 391 habitants en 2011.
La superficie de la commune est d'environ 61 km2.